# Джем (група, Полша)
Джем (на полски: Dżem) е полска музикална група свиреща в стиловете блус, блус рок, алтернативен рок, джам рок, реге рок и кънтри рок. Създадена през 1973 година в град Тихи от братята Адам и Бено Отремба и Павел Бергер. Определяна за най-значимата група в историята на полския блус рок.

## Дискография

### Студийни албуми
- Cegła (1985)
- Zemsta nietoperzy (1987)
- Numero Uno (1988)
- Najemnik (1989)
- The Band Plays On... (1990)
- Dżem Session 1 (1990)
- Detox (1991)
- Ciśnienie (1993)
- Autsajder (1993)
- Akustycznie (1994)
- Akustycznie – suplement (1994)
- Kilka zdartych płyt (1995)
- Pod wiatr (1997)
- Być albo mieć (2000)
- 2004 (2004)
- Muza (2010)